# Lake Bronson
Lake Bronson è un comune degli Stati Uniti d'America, situato nello Stato del Minnesota, nella Contea di Kittson.